# Halmstads BK
El Halmstads Bollklubb, también conocido simplemente como Halmstad o (especialmente localmente) HBK, es un club de fútbol sueco ubicado en Halmstad en el condado de Halland. El club, formado el 7 de febrero de 1914 y miembro de Riksidrottsförundet aprobado el 6 de marzo de 1914, compite en la liga más importante del fútbol sueco, la Allsvenskan, y ha ganado cuatro campeonatos nacionales y un título de copa nacional. HBK es un club controlado por sus socios y no tiene un solo propietario.
El club ganó cierto reconocimiento europeo en 1995, cuando derrotó al exitoso club italiano Parma AC 3-0 en el Gamla Ullevi (en Gotemburgo) en el primero de dos partidos en la Recopa. Sin embargo, su segundo encuentro, en Parma, terminó con una aplastante derrota 0-4, eliminándolos del torneo.

## Historia

### Fundación del club y comienzos (1913-1929)

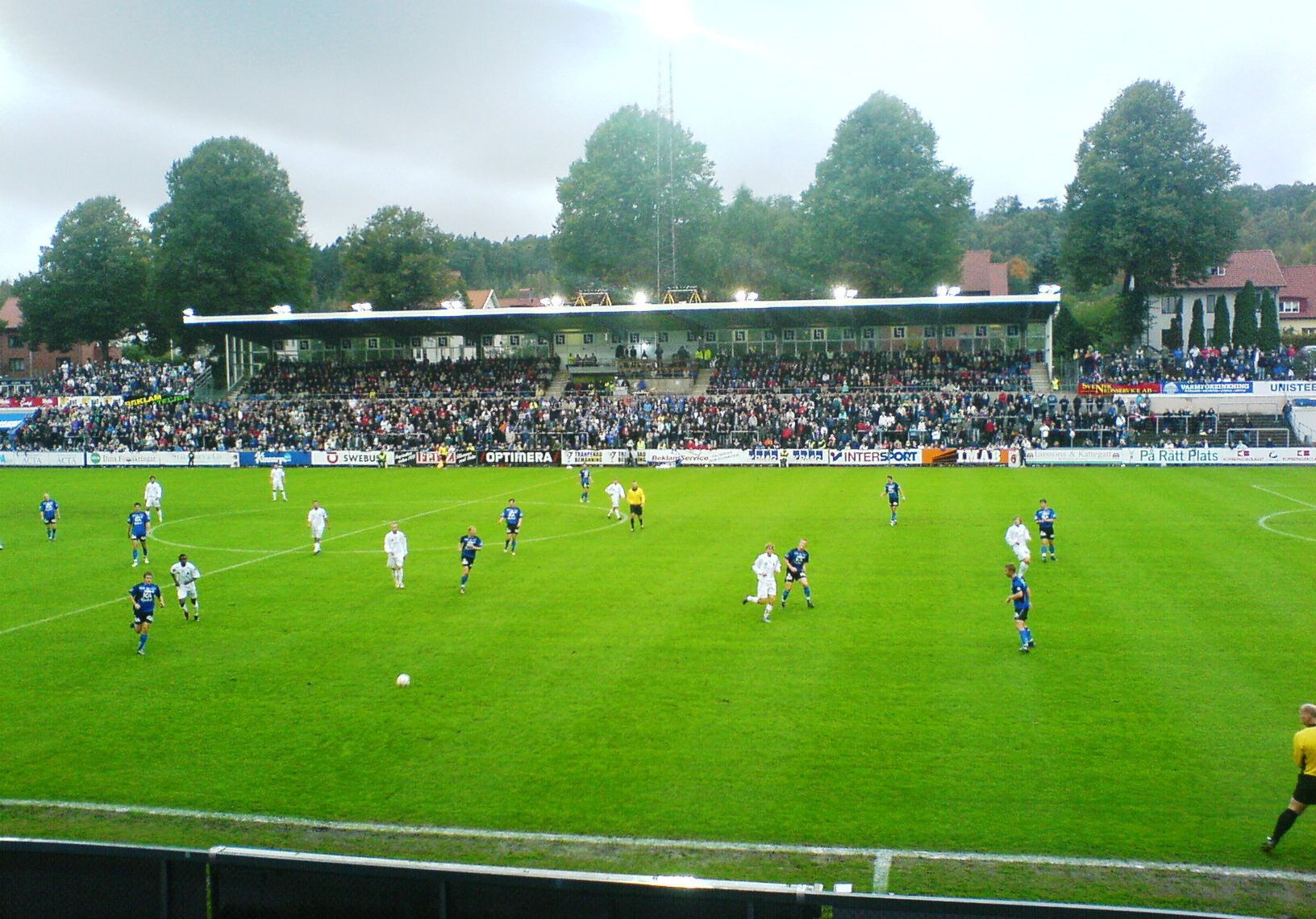
Halmstads BK ante el Gefle IF en la Allsvenskan 2007 en el Örjans Vall.

En 1913, un grupo de jóvenes, que se llamaban a sí mismos vikingos y deseaban crear una organización más seria, se reunieron en el Hotel Lugnet y decidieron crear un club de fútbol. Le dieron a su nueva organización el nombre de Halmstads Bollklubb y eligieron a Axel Winberg como el primer presidente del club. También solicitaron la membresía en la Confederación de Deportes de Suecia (sueco: Riksidrottsförbundet).

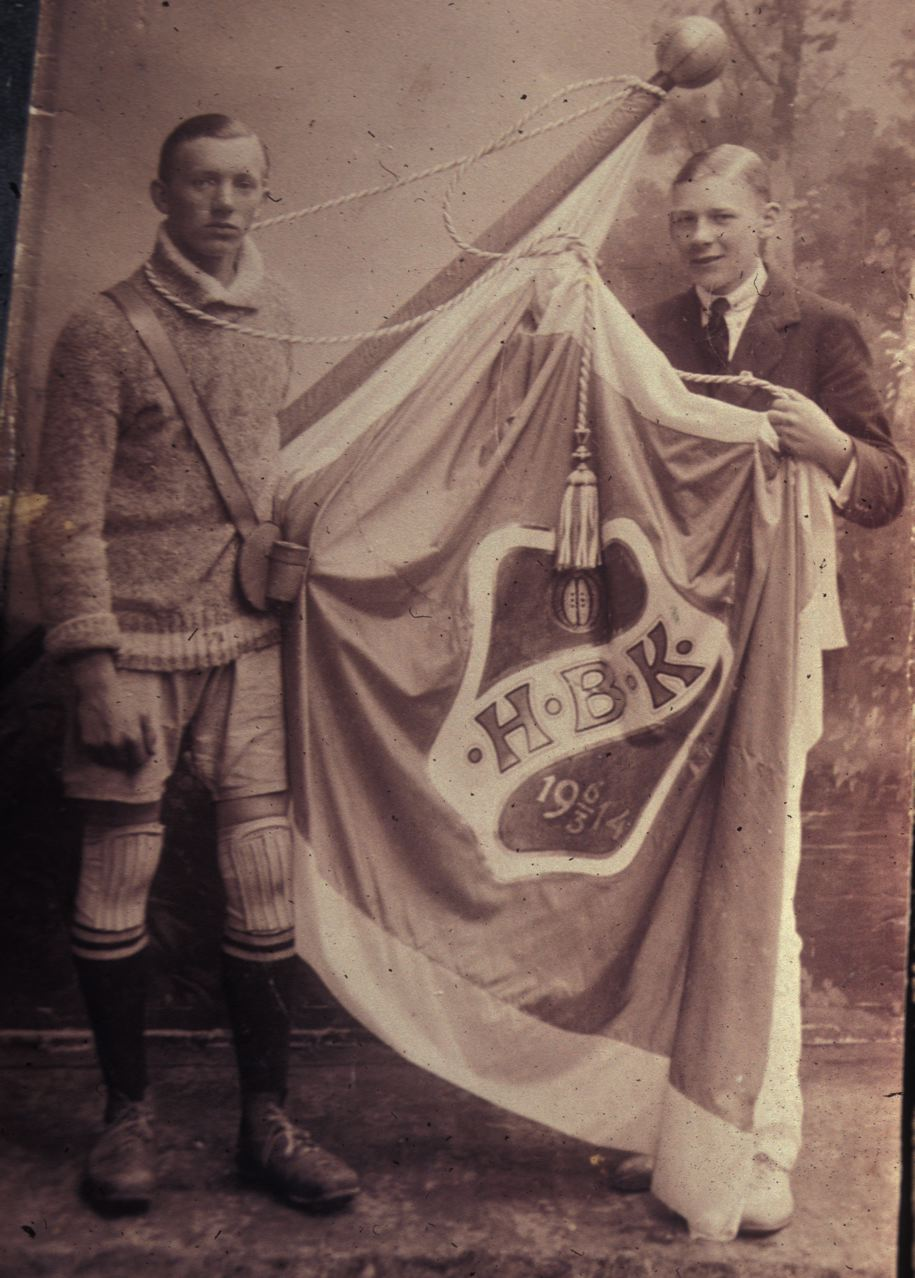
Charles Teodor Hansson (izquierda), en uno de los primeros uniformes del club, junto a Axel Winberg (derecha), el primer presidente del HBK.

El 6 de marzo de 1914, al club se le permitió la entrada a la Riksidrottsförbundet; al año siguiente jugaron en su primera competencia, Pokalserien, un torneo local en el que se enfrentaron a IS Halmia y Halmstads Kamraterna; el club terminó último con 2 puntos y 5-16 en diferencia de goles. En 1916 se volvió a ver el mismo resultado, pero esta vez el club solo logró anotar un gol en total. En 1917, el club pudo derrotar al Halmstads Kamraterna dos veces y terminar en segundo lugar detrás de IS Halmia; ese mismo año se creó un departamento de atletismo en el club. La final en el campeonato del distrito se alcanzó en 1918, pero una vez más IS Halmia demostró ser superior. En 1919, el club pudo por primera vez derrotar a IS Halmia y Gustav "Pytt" Söderholm se convirtió en el máximo goleador del torneo. En 1919 se creó un departamento de natación.
En 1920 el club ganó su primer título de campeonato de distrito al derrotar al Falkenbergs FF con 4-0 en la final y el boxeo fue introducido por el club. En 1921, el club una vez más ganó el campeonato, esta vez al derrotar a IS Halmia, el club también ganó Hallandspostens pokal después de derrotar a Halmstads IF por 5-0. El mismo año, se agregó una sección de mujeres a la parte de atletismo del club. Halmstads BK ganó el Bernhard Aronssons vandringspris después de derrotar a IS Halmia en 1922; el club también ganó una serie de torneos en Jönköping, Malmö y Ängelholm, sin embargo, el campeonato del distrito se perdió este año en Varberg. La rivalidad local con Halmia también se vio en el bandy, el primer juego de bandy entre dos equipos organizados en Halland, se cree que se jugó entre estos clubes rivales en 1922.
Al ganar Hallandsserien, el club pudo llegar a Sydsvenskan en 1923, que lo llevó al tercer puesto en 1924 después de Varbergs GIF y Malmö FF. Se inició un intercambio internacional de partidos con el FC Rudolfshügel de Austria y el danés B 03. En 1925 el club ganó el campeonato de distrito y quedó en segundo lugar en Sydsvenskan. Halmstads BK logró ganar la Sydsvenskan en 1926 y jugó partidos de clasificación ante el IF Elfsborg para llegar al Allsvenskan, la primera división del fútbol sueco. Sin embargo, Elfsborg demostró ser demasiado fuerte y ganó 2-1 después de tres partidos. Halmstad solo alcanzó el tercer lugar en 1927, una gran serie de lesiones hizo que el club usara 32 jugadores diferentes en total. En 1928, el club participó en la recién formada División 2 Söder; el club también empleó al entrenador aficionado Henning Helgesson, Örjans Vall solo fue seleccionado como el segundo mejor estadio de la serie debido a la falta de duchas de agua caliente. En 1929 Halmstads BK celebró 15 años con un partido contra SpVgg Sülz de Colonia, Alemania; 1 600 personas vieron el juego bajo una fuerte lluvia, SpVgg Sülz ganó 5-2, el club tampoco pudo ganar División 2 Söder después de una dura carrera con Stattena IF y Redbergslids IK, terminando en el tercer lugar.

## Palmarés

### Torneos Nacionales
- Allsvenskan: 4

1976, 1979, 1997, 2000
- - Sub-Campeón: 2

1954-55, 2004
- Primera División de Suecia: 12

1925-1926, 1932–1933, 1938–1939, 1940–1941, 1941–1942, 1946–1947, 1953–1954, 1964, 1971, 1973, 1988, 1992
- - Sub-Campeón: 4

1924-1925, 1936-37, 1949-1950, 1951-52
- Svenska Cupen: 1

1994-95
- Superettan: 1

2020

### Torneos internacionales
- Copa Intertoto: 3

1977, 1980, 1994

## Participación en competiciones de la UEFA
- UEFA Champions League: 4 apariciones

1978 - Primera Ronda
1981 - Primera Ronda
1999 - Primera Ronda
2002 - Primara Ronda
- Copa UEFA: 4 apariciones

1997 - Primera Ronda
2001 - Segunda Ronda
2002 - Segunda Ronda
2006 - Segunda Ronda
- Recopa de Europa: 1 aparición

1996 - Octavos de final
- Copa Intertoto: 2 apariciones

1998 - Tercera Ronda
2000 - Primera Ronda

### Resultados
| Temporada | Competición      | Ronda        | Club                      | Cómputo global | Ida      | Vuelta     |
| --------- | ---------------- | ------------ | ------------------------- | -------------- | -------- | ---------- |
| 1977/78   | Copa de Europa   | 1R           | Dynamo Dresden            | 2-3            | 0-2 (F)  | 2-1 (C)    |
| 1980/81   | Copa de Europa   | 1R           | Esbjerg fB                | 2-3            | 0-0 (C)  | 2-3 (F)    |
| 1995/96   | Recopa de Europa | 1R           | Lokomotiv Sofia           | 3-3 u          | 1-3 (F)  | 2-0 (C)    |
|           | Recopa de Europa | 1/8          | AC Parma                  | 3-4            | 3-0 (C)  | 0-4 (F)    |
| 1996/97   | UEFA Cup         | 2Q           | FK Vardar                 | 1-0            | 0-0 (C)  | 1-0 (F)    |
|           | UEFA Cup         | 1R           | Newcastle United FC       | 2-5            | 0-4 (F)  | 2-1 (C)    |
| 1997      | Intertoto        | Grupo 8      | Hajduk Rodić              | 1-0            | 1-0 (F)  |            |
|           | Intertoto        | Grupo 8      | Kongsvinger IL            | 2-1            | 2-1 (C)  |            |
|           | Intertoto        | Grupo 8      | SK Lommel                 | 1-1            | 1-1 (F)  |            |
|           | Intertoto        | Groep 8 (1e) | Turun Palloseura          | 6-1            | 6-1 (C)  |            |
|           | Intertoto        | 1/2          | Lokomotiv Nizhni Novgorod | 1-0            | 0-0 (F)  | 1-0 (C)    |
|           | Intertoto        | F            | SC Bastia                 | 1-2            | 0-1 (C)  | 1-1 nv (F) |
| 1998/99   | Champions League | 1Q           | Litex Lovech              | 2-3            | 0-2, (F) | 2-1 (C)    |
| 1999      | Intertoto        | 1R           | NK Rudar Velenje          | 2-2 u          | 0-0 (F)  | 2-2 (C)    |
| 2000/01   | UEFA Cup         | Q            | Bangor City FC            | 11-0           | 7-0 (F)  | 4-0 (C)    |
|           | UEFA Cup         | 1R           | SL Benfica                | 4-3            | 2-1 (C)  | 2-2 (F)    |
|           | UEFA Cup         | 2R           | TSV 1860 München          | 4-5            | 3-2 (C)  | 1-3 (F)    |
| 2001/02   | Champions League | 2Q           | Bohemian FC               | 4-1            | 2-1 (F)  | 2-0 (C)    |
|           | Champions League | 3Q           | RSC Anderlecht            | 3-4            | 2-3 (C)  | 1-1 (F)    |
| 2001/02   | UEFA Cup         | 1R           | Gençlerbirligi            | 2-1            | 1-1 (F)  | 1-0 (C)    |
|           | UEFA Cup         | 2R           | Sporting Lisboa           | 1-7            | 0-1 (C)  | 1-6 (F)    |
| 2005/06   | UEFA Cup         | 2Q           | Linfield FC               | 5-3            | 1-1 (C)  | 4-2 (F)    |
|           | UEFA Cup         | 1R           | Sporting Lisboa           | 4-4 u          | 1-2 (C)  | 3-2 nv (F) |
|           | UEFA Cup         | Groep C      | Hertha BSC                | 0-1            | 0-1 (C)  |            |
|           | UEFA Cup         | Groep C      | RC Lens                   | 0-5            | 0-5 (F)  |            |
|           | UEFA Cup         | Groep C      | UC Sampdoria              | 1-3            | 1-3 (C)  |            |
|           | UEFA Cup         | Groep C (5e) | Steaua Bucarest           | 0-3            | 0-3 (F)  |            |

## Uniforme
- Uniforme titular: Camiseta azul, pantalón negro y medias azules.
- Uniforme alternativo: Camiseta blanca, pantalón blanco y medias blancas.

## Jugadores

### Plantilla 2025
- = Lesionado de larga duración

## Entrenadores
Esta es una lista de entrenadores que han ganado uno o más títulos en el club.
| Nombre        | Años      | Allsvenskan | Svenska Cupen |
| ------------- | --------- | ----------- | ------------- |
| Roy Hodgson   | 1976–1980 | 1976 1979   | —             |
| Mats Jingblad | 1992–1995 | —           | 1995          |
| Tom Prahl     | 1996–2001 | 1997 2000   | —             |